# Alfonso Melenchón
Alfonso  Melenchón Sánchez, (*Cartagena, Región de Murcia, España, 26 de agosto de 1948); fue un futbolista español. Inicialmente se desempeñaba en posición de extremo izquierdo, aunque en sus últimas temporadas fue reconvertido a lateral izquierdo. Jugó en Primera División cuatro temporadas entre 1973 y 1977, siendo jugador del Elche Club de Fútbol.

## Trayectoria
Melenchón se formó como jugador en la cantera del Cartagena Fútbol Club, equipo de su ciudad natal. En 1965, con tan solo disisiete años de edad, debutó con el primer equipo que por aquel entonces militaba en Tercera División. En 1970 fue fichado por el Elche Club de Fútbol, aprovechando un error burocrático del Cartagena que lo dejó libre, pero el deber de cumplir el servicio militar propició que permaneciera en el club cartaginés una temporada más en calidad de cedido. La temporada 1971/72 la disputó ya con el Elche, club con el que conseguiría el ascenso a Primera División en 1973. La prensa publicó por aquel entonces el interés del Futbol Club Barcelona en ficharlo pero Roque Olsen, entrenador del conjunto ilicitano, se opuso al traspaso. Jugó en la máxima categoría del fútbol español hasta que en la temporada 1976/77 fue traspasado al Real Jaén Club de Fútbol. En el club jienense disputaría una campaña solicitando, tras la misma, ser traspasado al Cartagena Fútbol Club. Jugó un año más en el equipo de su ciudad colgando las botas en 1979. Tras retirarse como jugador se dedicó a sus negocios de hostelería, aunque también entrenó a equipos como el Mazarrón Club de Fútbol, Atlético Alhameño o La Unión.

## Clubes
| Club                     | País   | Años        |
| ------------------------ | ------ | ----------- |
| Cartagena Fútbol Club    | España | 1965 - 1971 |
| Elche Club de Fútbol     | España | 1971 - 1977 |
| Real Jaén Club de Fútbol | España | 1977 - 1978 |
| Cartagena Fútbol Club    | España | 1978 - 1979 |